# Kallus László
Kallus László (Szeghalom, 1924. június 14. – Budapest, 1998. november 22.) magyar karikaturista, grafikus, újságíró. Szignója: –kallus.

## Életpályája
Szeghalmon született 1924. június 14-én. Magáról mesélte: 

„Mi tagadás, nem voltam valami jó tanuló, sem jó gyerek, inkább afféle örökmozgó. Beszélgettem, izegtem-mozogtam az órák alatt, és ennek mindig a szamárpad lett a következménye. Nem tagadom, örültem ennek, hiszen onnan közelebbről láttam a tanárokat és szemtől-szembe figyelhettem társaimat és szép lassacskán sorra lerajzoltam őket. Ezért aztán újabb szamárpad következett... Azután oltári festőnek készültem, vagyis az akadémia freskófestő szakára osztottak be. Amikor végeztem, csakhamar hátat fordítottam a freskóknak.”

 Első rajzai a Szabad Ifjúságban jelentek meg 1952-ben, ahol a szerkesztőségben alkotótársai voltak: Würtz Ádám, Szepes Béla, Ruszkay György és Kaján Tibor. 1954-től a Ludas Matyi külső munkatársa volt, egy-egy rajza jelent meg heti gyakorisággal. Publikált több lap humormellékletében és vidéki, megyei lapoknál is. Szerepelt a Két félidő a pokolban és a Csupa napfény a szívem című filmekben. Többször fellépett különböző kabaré-színpadokon, ahol szellemes rajzaival szórakoztatta a nézőket. Főerőssége a portrékarikatúra volt, számos híres emberről készített ilyen rajzot. Bejárta a világot, több kiállításon szerepelt, útja során találkozott Charlie Chaplinnel Svájcban, Amerikában fogadta világhírű kollégája Saul Steinberg. Rajzainak kísérőszövegét és önálló műsorszámait mindig maga írta. Ilyenkor, záró akkordként, fejjel lefelé rajzolta le önmagát. 

„Nekem nem tetszik az önarcképem, de amikor a papírlapot megfordítom és kiderül, hogy önmagamat karikíroztam, a nézőtéri morajból megállapítható, hogy másoknak tetszik, és ez az igazi mérce. Általában az »áldozat« ritkán ismeri el, hogy találóan rajzoltam le. Yves Montandnak például Bársony Rózsi, Róna Viktornak pedig Kabos László tetszett…”

 1967-ben saját könyvvel jelentkezett: Fejvadászat címmel, melyet Rátonyi Róbert anekdotái, írásai egészítettek ki. Második könyve közismert személyekről készített portrékkal 1986-ban jelent meg: Uszkár-díjas lettem címmel. A könyv előszavát Abody Béla írta. Ebben a könyvében, mások mellett: Alfonzóról, Sinkovits Imréről, és Kádár Jánosról készült rajza is látható. Az 1990-es években karikatúráit a Magyar Fórum is közölte. Ő volt az egyik legismertebb karikaturista, akinek munkáit külsősként publikálták a különböző lapok. Rajzait csupa kisbetűvel szignálta: -kallus.

## Könyvei
- Paprika (Antológia) (London, 1959)
- Fejvadászat (1967)
- Uszkár-díjas lettem (1986)

## Kiállításaiból
- Kallus László karikatúrái (Fészek Klub, Budapest, 1975)[2]
- 3. Országos Karikatúra Biennálé (Nyíregyháza, 1987)
- Kallus László: Tisztelet a betűknek (MÚOSZ székház, Budapest, 1988)[3]
- Kallus László: Világsztárok (Fórum Hotel, Budapest, 1989)[4]

## Publikációi
- Szabad Ifjúság (1952–1956)
- Művelt Nép (1956)
- Ludas Matyi (1954–1966)
- Béke és Szabadság (1954–1966)
- Színház és Mozi (1954–1956)
- Népsport (1956), (1958)
- Vas Népe (1957–1977)
- Dolgozók Lapja (1957–1984)
- Világ Ifjúsága (1957–1964)
- Tiszavidék (1957)
- Magyar Ifjúság (1957–1970)
- Füles (1957–1969)
- Hétfői Hírek (1958)
- Ország-világ (1958-1968)
- Néplap (1959–1977), (1991)
- Falusi Vasárnap (1959)
- Élet és Irodalom (1959–1961)
- Érdekes Kalendárium (1959)
- Film Színház Muzsika (1959)
- Tábortűz (1960–1962)
- Képes Magyarország (1960–1961)
- Népszava (1960)
- Csúzli (1960)
- Kisalföld (1961–1977)
- Nők Lapja (1962)
- Füles Évkönyv (1962–1969)
- Vöröskereszt Családi Lapja (1963–1964)
- Ifjúsági Magazin (1968–1985)
- Plajbász és paróka (1967–1969)
- Napos Oldal (1970)
- Zsákbamacska (1970–1975)
- Fejér megyei Hírlap (1971–1973)
- BÚÉK (1971–1974)
- Tollasbál (1974–1979)
- Szilveszter Esti Hírlap (1976)
- Majális (1973)
- Pesti Műsor Szilveszter (1977)
- Éva Évkönyv (1977)
- Rakéta (1985-1986)
- 3. Országos Biennálé (1987)
- Magyar Honvéd (1990)
- Rajzszex (1990)
- Új Borsszem Jankó (1994–1996)
- Móricka (1991–1999)
- Dilibogyó (1998)